# (2816) Pien
(2816) Pien est un astéroïde de la ceinture principale.

## Description
(2816) Pien est un astéroïde de la ceinture principale. Il fut découvert le 22 septembre 1982 à la station Anderson Mesa par Edward L. G. Bowell. Il présente une orbite caractérisée par un demi-grand axe de 2,73 UA, une excentricité de 0,19 et une inclinaison de 7,7° par rapport à l'écliptique.

## Compléments